# 塗佛之宴 備宴
《塗佛之宴 備宴》是京極夏彥的长篇推理小說和妖怪小說，百鬼夜行系列（京極堂系列）的第六部作品。《塗佛之宴》由本作《備宴》及續篇《撤宴》兩部組成。

## 發行信息
| 出版者                                  | 出版日期      | 媒介                     | 頁數                          | 書籍編碼                                                                | 譯者   |
| --------------------------------------- | ------------- | ------------------------ | ----------------------------- | ----------------------------------------------------------------------- | ------ |
| 講談社                                  | 1998年3月27日 | 講談社Novels（新書判）   | 616頁                         | ISBN 9784061820029                                                      |        |
| 講談社                                  | 2003年9月12日 | 講談社文庫（文庫判）     | 994頁                         | ISBN 9784062738385                                                      |        |
| 講談社                                  | 2006年4月14日 | 講談社文庫（分册文庫判） | [上]328頁 [中]328頁 [下]360頁 | [上] ISBN 9784062753661 [中] ISBN 9784062753678 [下] ISBN 9784062753685 |        |
| 獨步文化                                | 2010年1月21日 | 繁體中文版（平裝書）     | [上]352頁 [下]336頁           | [上] ISBN 9789866562457 [下] ISBN 9789866562464                         | 王華懋 |
| 世紀出版（發行） 上海人民出版社（出版） | 2011年3月1日  | 簡體中文版（平裝書）     | [上]380頁 [下]380頁           | [上] ISBN 9787208096851 [下] ISBN 9787208096868                         | 王華懋 |

## 主要人物
中禪寺 秋彥（Chuuzenji Akihiko）
承襲安倍晴明傳統的陰陽師，同時在中野經營舊書店。以店名「京極堂」為綽號。是一位博學多才的人物。
他受宮村香奈男之託，調查了發生在加藤麻美子身上的一系列離奇事件，並解答了木場的對於庚申信仰的問題。
詳情請參閱「百鬼夜行系列#主要登場人物」。
關口 巽（Sekiguchi Tatsumi）
患有重鬱症的小說家。京極堂的朋友（京極堂稱其為熟人）。
通過妹尾結識了光保，為了調查戸人村的神秘事件，與淵脇巡査和堂島一起前往韮山。此外，從昭和28年開始，通過宮村接觸到「指引康莊大道修身會」以及華仙姑處女的疑雲。
之前曾和加藤麻美子和宮村香奈男見面，并見證京極堂為麻美子「驅除附身之物」的過程。
詳情請參閱「百鬼夜行系列#主要登場人物」。
榎木津 禮二郎（Enokizu Reijirou）
「薔薇十字偵探社」的偵探。京極堂和關口在高中時期的前輩。有著能看穿別人記憶的特殊體質。在敦子和華仙姑處女陷入困境時出手相救。
詳情請參閱「百鬼夜行系列#主要登場人物」。
中禪寺 敦子（Chuuzenji Atsuko）
京極堂的妹妹，是《稀譚月報》的記者。
因為進行了韓流氣道會的採訪並寫了一篇關於無意識肉體反應的自我暗示的文章，這引起了對方的不滿，被認為是誹謗，因此受到了威脅。她在自己的家中保護了即將被韓流氣道會綁架的華仙姑，並聽取了她的故事。
詳情請參閱「百鬼夜行系列#主要人物的家人」。
木場 修太郎（Kiba Shuutarou）
京極堂、關口、榎木津的朋友，東京警視廳搜查一課警察。在竹宮潤子的介紹下，幫助了一直被纏擾的三木春子解決問題。
詳情請參閱「百鬼夜行系列#主要登場人物」。
益田 龍一（Masuda Ryuuichi）
榎木津的偵探助手。神奈川縣警的前警察。
詳情請參閱「百鬼夜行系列#主要登場人物」。
一柳 朱美（Ichiyanagi Akemi）
賣藥郎的妻子。在《狂骨之夢》事件後從逗子搬到沼津。丈夫長期在外工作，因此大部分時間獨居。
在千本松原散步的時候，救了企圖上吊自殺的村上兵吉，並因此被捲入成仙道的是非之中。
詳情請參閱「百鬼夜行系列#主要人物的交友關係」。
織作 茜（Orisaku Akane）
織作家次女。在《絡新婦之理》的悲劇中失去了所有家人的寡婦。考慮著出售發生悲劇的織作公館，而叔公羽田隆三提出，如果她能幫忙徐福研究會的工作，他願意以優惠價買下那個地方。如今正在尋找一個能供奉屋敷神祇的神社，因此在多多良的介紹下訪問了下田富士。
妹尾 友典（Senoo Tomonori）
赤井書房職員，八卦雜誌《實錄犯罪》的總編。委託關口去尋找戶人村。
詳情請參閱「百鬼夜行系列#主要人物的交友關係」。
竹宮 潤子（Takemiya Junko）
酒館「貓目洞」的老闆娘，通稱「阿潤」，介紹有着煩惱的三木春子給木場認識。
詳情請參閱「百鬼夜行系列#主要人物的交友關係」。

## 各話簡介&登場人物
本作的章節名稱均以《畫圖百鬼夜行》中的妖怪名字為題。

### 野篦坊
關口巽在妹尾友典的介紹下和前警察官光保公平見面。光保向關口拜託調查據說過去曾存在於韮山一帶的「戶人村」。根據光保的說法，他過去曾在那裡駐守，戰後回到那裡的時候，那條村子的存在就被抹消掉了。關口和當地的警官淵脇和途中遇到的流浪作家堂島靜軒一同造訪韮山。在那裡他們目擊到的真相、以及不可能存在於世的東西究竟是……
- 光保 公平（Mitsuyasu Kouhei）

靜岡縣警所屬的前警察官，年齡在30多歲。目前住在千住，從事室內裝飾業。由於爆炸導致右耳聽力受損，加入了傷殘軍人的支援組織並積極參與活動。他出生在會津，老家是賣魚的。自稱是個膽小鬼。
頭髮稀疏、微胖，眉毛稀薄，皮膚白皙，面容圓潤，眼睛、鼻子和嘴巴都很小，形容起來有點像個光溜溜的蛋或燒水壺。因此常常被周圍的人說長得像野篦坊，連他自己也一直這樣說。鍾愛國學的伯父過世後，收到了他的遺物——鳥羽僧正的《百鬼圖》和秦鼎的《一宵話》。
在從事一段時間在錢湯的壁畫繪製後，22歲時成為了警察。在實施國家總動員法的昭和12年春季到昭和13年5月的將近一年裏，他在戸人村的派出所里住宿並執勤。自從日本侵華戰爭之後的12年裏，在中國四川省成都盆地以廣漢縣為中心的各地流浪，學會了當地的語言，並接觸了各種祭祀儀式和民間信仰。此外，在中國的時候，他曾經挖掘戰壕時意外地從地下挖出太歲，導致疫病爆發，部隊中有3人死亡。
於昭和25年從馬來半島回國。回國後，去了戸人村，卻發現村莊莫名其妙地不存在了，這讓他感到非常困擾，於是向朋友、赤井書房的社長赤井綠郎尋求幫助。
- 津村 辰藏（Tsumura Tatsuzou）

巡迴磨刀師，前刀匠。嗜酒。發現戸人村的居民消失並報警，但隨後被憲兵拘留，失蹤了一段時間，一年後，以近乎廢人的狀態回來，一個月後自殺。
- 佐伯 癸之介（Saeki Kinosuke）

光保在戶人村駐守時期的佐伯家當家。很少笑，是個很可怕的人，教育方法也很嚴格，但對布由卻總是很溫柔。
- 佐伯 初音（Saeki Hatsune）

癸之介的妻子。是個端莊美麗的人，謙遜、勤奮，從來不高聲說話。
- 佐伯 甲兵衛（Saeki Koubee）

癸之介的父親。生於明治4年。虽然比癸之介更为严格，但十分寧靜，儘管年事已高，仍然精神矍鑠，受到村民的尊敬。
- 佐伯 亥之介（Saeki Inosuke）

癸之介的兒子。與年齡相近的光保關係很好。不喜歡被家庭所束縛，認為陳規陋習早已過時。溺愛着妹妹，照顧著她的一切，有時候甚至表現出兄妹以上的情感，但他有分寸感，以和平的方式生活着。
與知曉本家秘傳的白澤圖的存在的富山藥商接觸。
- 佐伯 布由（Saeki Fuyu）

癸之介的女兒。大約14、15歲。像竹久夢二的美人畫一樣，是一位美麗的少女。
- 佐伯 乙松（Saeki Otomatsu）

癸之介的弟弟。懷揣學問之志，於大正5年18歲時前往東京求學，入讀一所高難度的大學。然而，由於體弱多病，未能在學業上取得輝煌的成績。因此，在大正12年25歲時返回了故鄉。
- 佐伯 玄藏（Saeki Genzou）

佐伯家的分家一脈。戶人村唯一的醫生（中醫）。小時候在富山的藥店做學徒，待在那裏幾年學習後，作為醫生回到了村里。雖然他自己也能製藥，但由於材料短缺，一些常備藥物等是從學徒時的藥店購買的。在大正時期中期，厭倦了與父親的關係，斷絕了聯繫，成為本家的養子，並娶了村裏的姑娘。深受甲兵衛的讚賞，也是村人們值得依賴的醫生。
- 佐伯 甚八（Saeki Jinpachi）

玄藏的兒子。現在住在本家，但由於是分家出身，又是下人家族的血統，因此儘管是親戚，卻被當作下人看待。雖然沒有受到歧視性的對待，但在互動上保持了一定的距離。
- 岩田 壬兵衛（Iwata Jinbee）

玄藏的父親。夢想着一夜暴富，開創事業，是俗稱的投機分子，不適應山村的氛圍。與佐伯本家不和而被逐出家門，成為蛇之橋附近的舊家的養子。然而，與那裏也發生了爭執，在放浪數年後，於明治時期末帶着玄蔵回到村莊。儘管他每次回來都會引起軒然大波，但從未被驅逐，被村民視為一個總是帶着禮物回來的吵鬧的人。
- 淵脇（Fuchiwaki）

靜岡縣警派出所的執勤警官。年齡大約在25、6歲左右，職務是巡查。熊本縣出生。由於叔父在靜岡縣警察總局巡邏部門工作，因此通過這一關係成為了警官。
隨着前往調查事實上不存在的戸人村的關口和堂島，一同前往現在的韮山村。
- 堂島 静軒（Doujima Seiken）

自稱是鄉土史學家的神秘男子。和京極堂相反，口頭禪是「這世上全都是不可思議之事」。
從三年前開始整理韮山周邊的郷土史。根據他的研究，他主張整個聚落的居民都是被某人賦予了過去並被帶到這裏來的。同時，大約在同一時間，和織作茜接觸，並告訴她在下田富士並沒有祭奉石長比賣。
- 熊田 有吉（Kumada Yuukichi）

居住在曾經被認為是戸人村的地方的老人。他聲稱已經住在韮山村有70年之久，看上去並沒有說謊的跡象。但根據堂島的說法，從他裝飾廁所神的方式來看，他其實是來自宮城縣，僅在14、15年前才剛剛搬到這個村莊。

### 嗚汪
一柳朱美離開神奈川移居至靜岡。某天碰巧遇上一個名叫村上兵吉的企圖自殺的男人。朱美將他救起並給與照顧。村上自過去某個事件開始就懼怕「賣藥郎」。同一時間，鄰居松島奈津告訴她新興宗教「成仙道」每日都會來勸人入會。在聽到騷動而外出的朱美在和松島談話時，村上再次企圖自殺……
- 村上 兵吉（Murakami Heikichi）

曾經營一家螺絲工廠。年齡約為30歲，但看起來快40歲。出生於紀州熊野的新宮。加入了「指引康莊大道修身會」。
在昭和12年，14歲的時候離家出走，為逃避在阿須賀神社遇到的賣藥郎而去到東京，之後在如監獄一樣的建築中接受了基本的教育。然而，由於懼怕一無所知，在三個月後逃了出來。之後以流動工人的身份謀生，戰爭期間沒有收到征兵令，在茨城的一家螺絲工廠工作。在工廠主人的厚意下繼承了財產和工廠，但據稱後來該工廠破產了。
在工廠關閉後，前往東京成為一名臨時雇員，當時他在郵局進行信件檢查的工作，並發現了他曾經的鄰居和父親的名字。然後在「指引康莊大道修身會」的鼓勵下決定開始調查他們的行蹤。結果調查一無所獲，在失望和焦慮影響下在千本松原企圖自縊，被路過的朱美所救。
- 松島 奈津（Matsushima Natsu）

朱美的鄰居。有著童女一般的臉龐，是一位單身母親，性格非常堅強。世代相傳是日榮神社的居民，對「成仙道」感到不滿。雖然善良且樂於助人，但似乎很擅長巧妙地利用別人。
- 尾國 誠一（Oguni Seiichi）

資深的放置藥商人，來自佐賀。居住在小川町的一棟出租房屋中。
與朱美夫妻認識始於4年前。雖然不是朱美的丈夫史郎老家藥店的供應商，商業上來說他們也算是競爭對手，但很熱心地照顧朱美夫妻，甚至教了史郎不少初學者的經營之道，並介紹了一處在靜岡的出租屋。
他的真實身份雖然不明，但與各種宗教組織有接觸，並且在大宗商品的交易場上露面，因此在業界中被視為需要注意的人物。
- 刑部 昭二（Osakabe Shouji）

「成仙道」的乩童。幾乎沒有眉毛的瘦弱男子。
堅持不懈地勸說奈津加入。在村上反覆自殺未遂的時候出現，並告訴他這是因為受到了禁咒的影響。

### 咻嘶卑
關口巽和京極堂的同行前輩宮村香奈男相識。宮村因為女性友人加藤麻美子的祖父的一些煩惱問題而前來京極堂商量。麻美子的祖父最近受到奇怪的新興宗教團體的強烈影響，將所有財產投入其中，因此她勸祖父退出那個團體。然而，麻美子也迷上了名叫「華仙姑處女」的神秘占卜師，而捐献了大額金錢。
- 宮村 香奈男（Miyamura Kanao）

在川崎經營和書和古地圖專門店「薰紫亭」的京極堂的同行，在該行當似乎是連京極堂也望塵莫及的達人。
曾是一位教育工作者，身邊的人經常稱呼他為「老師」。
從熟人麻美子那裡聽說了「咻嘶卑」，於是前來問京極堂這個詞究竟是什麼。之後，他繼續協助她的諮詢，並向關口講述了「指引康莊大道修身會」的手法。
- 加藤 麻美子（Katou Mamiko）

宮村的熟人，直到去年都一直在《小說創造》擔任編輯。體型纖細，給人一種神經質、夢幻且有些松懈的印象。雖然是一位知性而寬容的職業女性，但在某種程度上，看起來有些不幸。有著堅毅和活力，是一個積極進取、努力奮鬥的人，但反應略慢，節奏稍慢，是一種無法立即回答的體質，容易被欺騙和當成易上當的類型。非常有條理，生活有著規律。她在幼年時記住了所有鐵道唱歌，即使現在仍然可以大部分背誦，這是她引以為傲的事情。
20年前，在父親猝死的前一天，即昭和8年6月4日，在韮山的夜間道路上與祖父一起目擊了「咻嘶卑」。此外，在昭和27年4月7日，在淺草橋再次看到完全相同的「咻嘶卑」。在看到「咻嘶卑」後的兩天，由於疏忽而在洗盆中溺死了剛出生的女兒，這是導致她離婚的原因。自從和「指引康莊大道修身會」談到「咻嘶卑」的事情以來，一直被對方糾纏，但由於對宗教的厭惡而堅決拒絕。
通過宮村向京極堂咨詢，表示祖父的情況很奇怪。
- 加藤 只二郎（Katou Tadajirou）

麻美子的祖父，原本從事林業，因為妻子和經營困難的公司以及巨額債務的兒子在20年前突然去世，而為了孫女拼命地工作。如今仍然在公司工作，同時也是伊豆韮山的一位擁有山地的富翁。儘管已經80歲，但仍然健康矍鑠，並且沒有老年癡呆症的跡象。
由於年老感到不安，他加入了「指引康莊大道修身會」，並無償地充當導師，此外，他也向修身會捐助了相當大筆的款項。和磐田純陽是舊識。
堅稱對和孫女一起看到「咻嘶卑」一事一無所知。
- 磐田 純陽（Iwata Junyou）

「指引康莊大道修身會」的會長。臉長得像剛出生的日本猿，是一位小個子的老人。據說他還是一位相學大師。
在戰前，有傳言他曾是企圖推翻政權的無政府主義活動家，也有傳言他是共產主義國家的間諜。

### 哇伊啦
中禪寺敦子前往一間名叫韓流氣道會的道場取材，然後刊登了相關的報道。然而她本人出於好意而編寫的報道，卻引來韓流氣道會的強烈反對，更遭到其門下弟子們的尾隨跟蹤。這時，敦子認識了自稱華仙姑處女的女人。她自稱也被韓流氣道會的人跟蹤。兩人拚命逃至人跡罕至的小巷，被逼至窮途末路之時，榎木津禮二郎出現在她們面前。
- 華仙姑處女（Kasenko Otome）

在世間以「百發百中」的口碑而聞名的神秘女占卜師。年齡剛過30歲她擁有像賽璐珞人偶一樣的半透明質感皮膚，有着左右對稱的臉。
被認為是一位能夠預測未來、說出善言的慈善家，不僅僅能夠進行百發百中的預言，還具有將厄運變為好運的神通力。其名聲甚至傳遍了政商界。關於她的身世、年齡和面容，沒有人知道。關於她的傳言中甚至牽涉到黑暗的醜聞，有人傳言她是昭和時代的妲己。雖然據說能夠預知未來，但本人卻認為這是謊言，而她說過的事情變成現實可能是因為有人悄悄地做了手腳。此外，她並非以占卜師身份開業，沒有掛牌，也沒有宣傳。她只是在看到有人前來諮詢時，與對方見面並交談而已，對諮詢者幾乎一無所知。
大約15年前來到東京，經歷了女傭、女工和女僕等工作，從昭和15年開始在築地的高級料亭工作，2年後晉升為「仲居」。她通過傾聽客人的諮詢並發表言論，成為靈感女侍而聞名，雖然她積攢了一些金錢，但逐漸耗盡了精力。兩年前她辭去了料亭的工作，開始在有樂町隱居。然而，不到一個月，諮詢者又來了，最終陷入了相同的循環。
在澀谷差點被韓流氣道會綁架時，被敦子救下，並在她家得到庇護。
- 宮田 耀一（Miyata Youichi）

在三軒茶屋裡的名為「條山房」的中藥局工作，戴著圓眼鏡的瘦小的男人。並不擅長武道，專門研究煉丹。照顧被施暴的敦子。
- 岩井 崇（Iwai Takashi）

韓流氣道會的代理師父，曾經捲入與公安有關的4起傷害事件，其實力在一對一的情況下甚至連警官也不是對手。接待前來取材的敦子。但為報復報道一事而襲擊敦子。

### 休喀拉
木場修太郎在經常光顧的酒館「貓目洞」的老闆娘竹宮潤子的介紹下認識了名叫三木春子的女性。春子表示一直被一個名叫工藤信夫的跟蹤狂跟蹤而備受困擾。在交談中木場詢問詳細情況，得知工藤每周都會寄信給春子，信中詳細記錄了春子一周內的各項活動，更做出了調查春子的房間甚至偷窺等不可能的行為。
- 張果老（Choukarou）

條山房的中藥調劑師。雖然年事已高，但他修習了多種中國拳法作為內丹的一種形式，也精通易經。他可以輕鬆地對付韓流氣道會的門下生，甚至連代理教練的岩井也能輕鬆制服。通稱人稱「通玄」。 在庚申之日裏，他主持了長壽延命講座，對那些沒有遵守生活指導的人開出了高昂的藥方。
- 藍童子（Randoushi）

使用照魔之術的神秘少年。是個13、4歲的美少年。本名為「彩賀笙（Saigashou）」。以揭穿謊言和洞察心靈而聞名，利用這種能力協助警察進行調查。
- 三木 春子（Mitsuki Haruko）

阿潤的熟人，一位外表平凡無奇的男性。26歲。來自伊豆的靜岡，在韮山擁有祖父的遺產土地。戰後移居東京，兩年前開始在東長崎的縫製工場工作。單身，家中沒有家人或親戚，住在工場的宿舍獨自生活。記憶力特別好。
由於容易感冒，胃腸不適，因此渴望保持健康，曾參加長寿延命講。然而，由於藥物價格過高而對此感到疑慮，後來在藍童子的幫助下離開。之後，受到工藤的跟蹤困擾而感到恐懼，向木場尋求幫助，透露他正遭受到一位跟蹤者的困擾。
- 工藤 信夫（Kudou Nobuo）

送報員，跟蹤春子的男人。和春子是在昭和27年秋天的長壽延命講上認識的。春子的工廠老闆通過工廠的報社要求他停止騷擾行為，此後他的跟蹤停止了。然而，大約7周前，他開始每隔一周給春子寄送詳細描述她日常生活的信。在木場訪問的那一天，因為盜竊罪被逮捕。
- 岩川 真司（Iwakawa Shinji）

警視廳目黑署刑事部調查二課所屬的警察，階級是警部補。曾是木場的同事，在木場所屬的警察署工作時認識的。由於長時間在交通科工作，雖然刑偵經驗較淺，但年紀較木場大，態度異常親近，有些討好上級的情節，同時又表現出一種威權主義和屈從。在池袋署的時候，曾經搶走過木場和青木的一些功勞。他的家庭在經營貿易生意，但他的父親在相當早的時候就去世了，公司也已經破產。儘管他態度固執，但由於追求功名心切，對於那些可能導致失敗的案件不願過多涉足。
在調查中藉助了藍童子的力量。

### 歐托羅悉
織作茜和自稱是織作家遠房親戚的男人羽田隆三就織作家的土地房產問題展開商談。羽田開出極佳的條件買下茜的土地房產，條件是讓茜成為自己的部下。期間，羽田因被隨從要求買下靜岡縣韮山的偏僻土地而產生懷疑，打算請榎木津禮二郎進行調查但被爽約，改而派茜和秘書津村信吾前往韮山。
- 羽田 隆三（Hata Ryuuzou）

羽田製鐵公司的董事會顧問，是羽田桝太郎的三兒子，也是織作茜的祖父織作伊兵衛的弟弟。是一個好色的老人。
認為徐福是羽田家的先祖，也是「徐福研究會」的發起人。
提出要茜協助自己工作，作為條件願意以合理的價格購買織作御殿。
- 羽田 桝太郎（Hata Masutarou）

隆三的父親，羽田制鐵創立人。
- 津村 信吾（Tsumura Shingo）

隆三的第一秘書。其耿直的性格博得了隆三的高度信任，但實際上他是為了某個目的而接近隆三。
離開了故鄉下田，於戰爭爆發後患肺病的母親病故，被徵兵並於昭和22年復員。之後，在戰友的家鄉甲府的一家葡萄酒釀造公司擔任會計師。然而，5年前向隆三提出請求，而成為他的秘書。
- 多多良 勝五郎（Tatara Katsugorou）

京極堂的朋友，自稱妖怪研究家。他在《珍譚月報》上有一個名為「失落的妖怪們」的專欄，對妖怪非常了解，足以與京極堂相提並論。據說在過去捲入一宗謀殺案時，得到了京極堂的幫助。通過中禪寺的介紹會見了茜，向她介紹了有石長姬傳說的伊豆的下田富士。
以多田克己為原型。
- 南雲 正陽（Nagumo Seiyou）

羽田制鐵的風水經營顧問，經營着名為「太斗風水塾」的公司。以風水決定經營方針等事項。
自從昭和27年春季被羽田製鐵公司錄用以來，一直是社長的親信，在某種程度上為公司的業務擴張做出了貢獻。然而，其履歷完全是虛構的，戶籍等信息也都是虛構的。在昭和28年4月，由於突然建議將總部遷至伊豆韮山，引起了懷疑。此外，發現了一筆用途不明的大筆臨時付款，也有人懷疑這些款項可能被用於個人業務。
- 東野 鐵男（Higashino Tetsuo）

「徐福研究會」的負責人。實際上還負責研究所的運營。居住在甲府的業餘研究員，參與了會刊《徐福研究》的編輯工作。由於耗盡了自己的財產而被引薦給羽田，成為了僱員。自稱擁有理學博士學位，並聲稱在陸軍從事過武器開發，但實際上這一切都是虛構的，包括姓名也是假名。
研究會法人化計劃的發起者之一，提議在伊豆韮山的山區建立研究所。由於這個計劃與南雲所推薦的土地相同，引起了不信任，並導致他的虛假經歷被揭露。

## 用語
- 塗佛

依照佐脇嵩之的《百怪圖卷》的說法，塗佛好像全身漆黑的和尚形象，全身毫無毛髮、眼珠突出而下垂，體態臃腫肥胖，肚子彷彿漲滿水一樣，臀部長了條看來像魚尾巴的東西，就好像是突目金魚與溺死的屍體的綜合體。但也有說法認為，「塗」是指髒污了，「佛」是指死者，塗佛其實是不淨的屍體的別稱，從這個說法引伸出去，有論者認為這種妖怪應該是「非自然死亡」的死者的妖怪化結果。
- 野篦坊（ぬっぺらぼう）

《一宵話》記載，慶長14年（1609）的某個早晨，德川家康住在駿河國的宅第中庭忽然出現了一個小人，看起來像團肉塊上長了四肢，有手但沒有手指，靜悄悄的站著遙指京都的方向。眾人都很害怕，於是把牠趕到沒有人的地方去。後來有識之士才說那其實是白澤圖上名為「封」的妖怪，割他的肉來吃可以相當勇敢武斷。不過後來的百鬼夜行圖幾乎都把這種妖怪放在荒廢的寺廟中，還有描述牠會發出如腐肉般的味道。
- 嗚汪

一種用鐵漿染黑牙齒，狀似男性的妖怪，通常會在半空中出現並高舉著雙手揮舞，同時忽然發出「嗚汪」的聲音來嚇唬人，如果被嚇到而沒有立即回應「嗚汪」的話，生氣就會被攫走而死亡（另有一說是會被他拖到墳場裡的棺材中活埋）。有趣的是，百鬼夜行圖裡的「嗚汪」一隻手都只有三根手指頭，有個說法是為了表現他們其實是鬼而不是人的意思。
- 咻嘶卑（ひょうすべ）

一般都說是河童的同伴，造型也與河童類似，都是小童狀，只是並不像河童頭頂有個盛水的盤子，倒是光頭而全身是毛。像一般的河童一樣，「咻嘶卑」也被視為水神、河神的一種，但除此之外也被視為是兵主部神，也就是戰神的意思，整個西日本將牠當作水神跟戰神合併祭祀的神社相當的多。
- 哇伊啦（わいら）

「哇伊啦」有個像牛一樣龐大的軀體，並且有扭曲而蠻橫的臉孔，同時雙手各只有一支銳利的指爪，感覺是個兇殘的怪物。但是相關的記載文字的紀錄全部闕如，雖然有學者從他的名字判斷是從恐怖（怖い，Kowai）轉來的而猜測這是恐懼具現化的怪物，但並未成為重要的說法。
- 休喀拉（しょうけら）

在古代，中國道教相信人的體內有三尸神，「上尸名彭琚，管人上焦善惡；中尸名彭瓚，管人中焦善惡；下尸名彭橋，管人下焦善惡。」他們會記錄人的是非善惡，然後在庚申日趁人們睡著的時候上天庭打小報告（另有一說是只要人睡著了就會去打小報告），天帝就會依據這些報告來剋扣人壽命。於是主張庚申日不睡以逃避三尸的小報告。這個習俗後來傳到日本，在《枕草子》中有提及，不過後來三尸變成妖怪的形象，多半採擬人如蟲大小姿態，而在鳥山石燕的《畫圖百鬼夜行》，則是將其繪成趴在天窗上偷窺人的野獸模樣。
名字又可記為「精螻蛄」。
- 歐托羅悉（おとろし）

跟「哇伊啦」一樣是個完全沒有說明的妖怪，但形象駭人許多，會攀附在屋樑或鳥居之上，繁盛而茂密的頭髮纏繞著依靠著的物事，有說法認為牠會忽然跳到人的面前嚇人，但也有說法認為這只是望圖生意而已。不過也跟「恐懼」同音，所以也有人認為這是跟恐懼有關的妖怪。

## 外部連結
- （日語）http://bookclub.kodansha.co.jp/bc2_bc/search_view.jsp?b=1820028 （页面存档备份，存于）
- （简体中文）http://book.douban.com/subject/4220234/ （页面存档备份，存于）
- （简体中文）http://book.douban.com/subject/4220235/ （页面存档备份，存于）